# Papua-Nowa Gwinea na Letnich Igrzyskach Olimpijskich 2000
Reprezentacja Papui-Nowej Gwinei na Letnich Igrzyskach Olimpijskich 2000 w Sydney liczyła cztery osoby – dwóch mężczyzn i dwie kobiety.

## Występy reprezentantów

### Lekkoatletyka
400 m mężczyzn przez płotki
- Mowen Boino

1. Runda - 51,38 (Nie awansował dalej)
400 m kobiet
- Ann Mooney

1. Runda - 55,55 (Nie awansowała dalej)

### Pływanie
100 m mężczyzn w stylu klasycznym
- Kieran Chan

1. Eliminacje - 1:13,34 (Nie awansował dalej)
100 m kobiet w stylu klasycznym
- Xenia Peni

1. Eliminacje - 1:19,62 (Nie awansowała dalej)